# Erwin Quedenfeldt

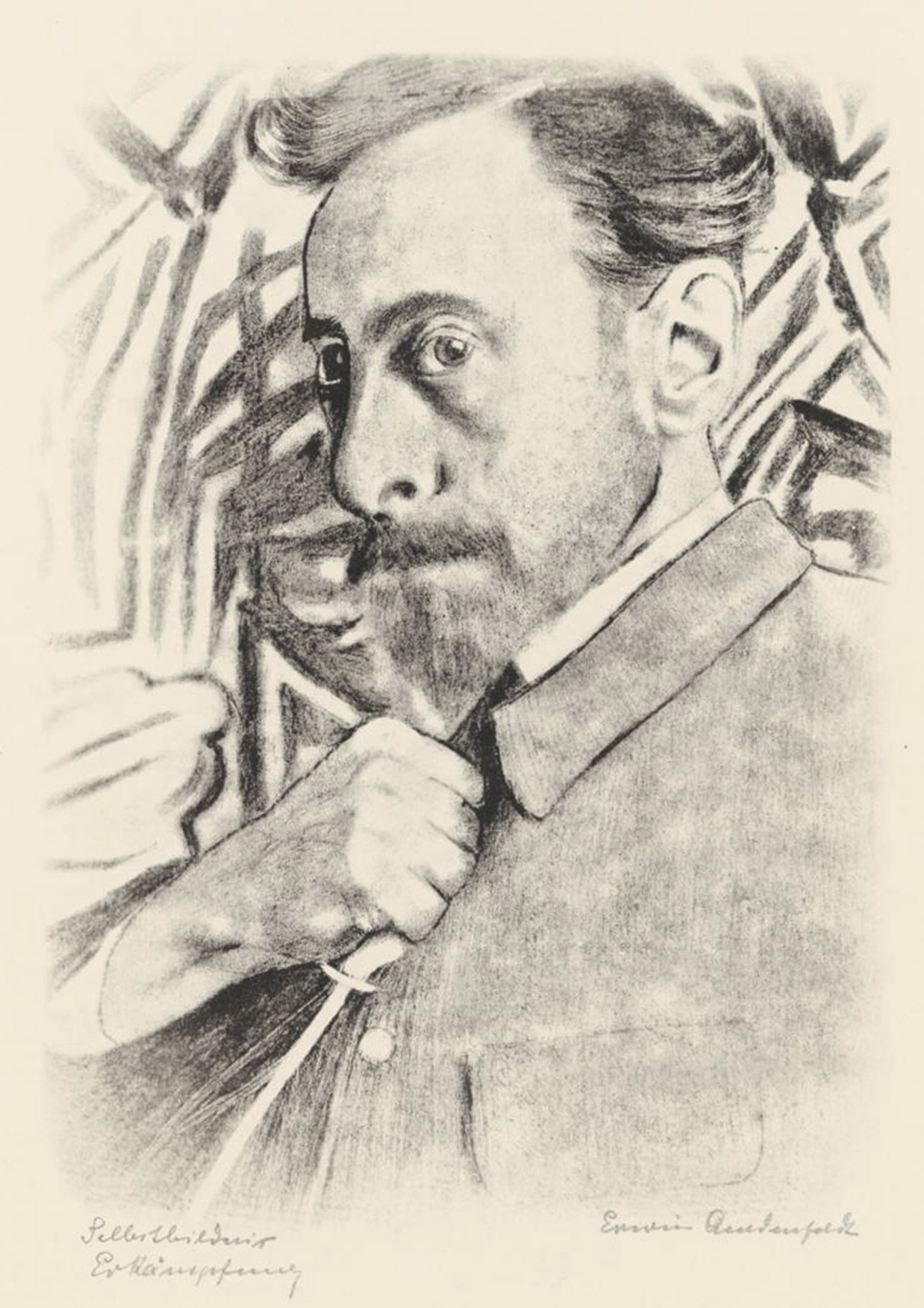
Erwin Quedenfeldt, Selbstbildnis in seiner Schrift Lichtzeichnungen, 1919

Erwin Theodor Quedenfeldt (* 19. Juni 1869 in Essen; † 8. März 1948 in Bischofswiesen) war promovierter deutscher Fotochemiker, Fotograf und Erfinder. Insbesondere erfand er um 1915 das Kunstdruckverfahren der Erwinotypie. 

## Leben und Wirken
Quedenfeldt, evangelischer Konfession, wurde als Sohn des späteren Duisburger Stadtbaurats Theodor Quedenfeldt (* 8. Juli 1834 in Karmitten; † 5. Oktober 1906 in Duisburg) und dessen Ehefrau Klara, geborene Thiel, in Essen geboren. Seine Geschwister waren die Malerin Anna Quedenfeldt (1868–1959), der Librettist Gustav Quedenfeldt (1871–1959) und Kurt Quedenfeldt (1878–1929).
Er besuchte die Realgymnasien zu Magdeburg und Duisburg und verließ Ostern 1890 mit dem Zeugnis der Reife die Schule. Kurzzeitig arbeitete er in der Fabrik der Duisburger Maschinenbau-Aktien-Gesellschaft (vormals Bechem & Keetman), ehe er seiner Militärpflicht in einem Pionier-Bataillon in Königsberg genügte. Im Herbst 1890 immatrikulierte er sich an der Universität Königsberg für Naturwissenschaften, speziell das Fach Chemie. Von 1892 bis Ostern 1894 studierte er das Fach an der Universität Berlin, gleichzeitig belegte er Vorlesungen an der Technischen Hochschule zu Charlottenburg. Ab Sommer 1894 studierte er an der Christian-Albrechts-Universität zu Kiel, ebenfalls das Fach Chemie, worin er 1896 Über symmetrisches Dibenzylhydrazin promovierte. Seit 1895 war er Assistent am Kieler Institut für Chemie. 1897 heiratete er Emma Rohde (1875–1957), die Tochter eines Kaffeeimporteurs. Aus der Ehe, die 1937 geschieden wurde, gingen vier Kinder hervor: Edgar Quedenfeldt (1898–1987), Erwin Ralf Quedenfeldt (1903–1904), Harald Quedenfeldt (1905–1944) und Monika Quedenfeldt (1912–2013).

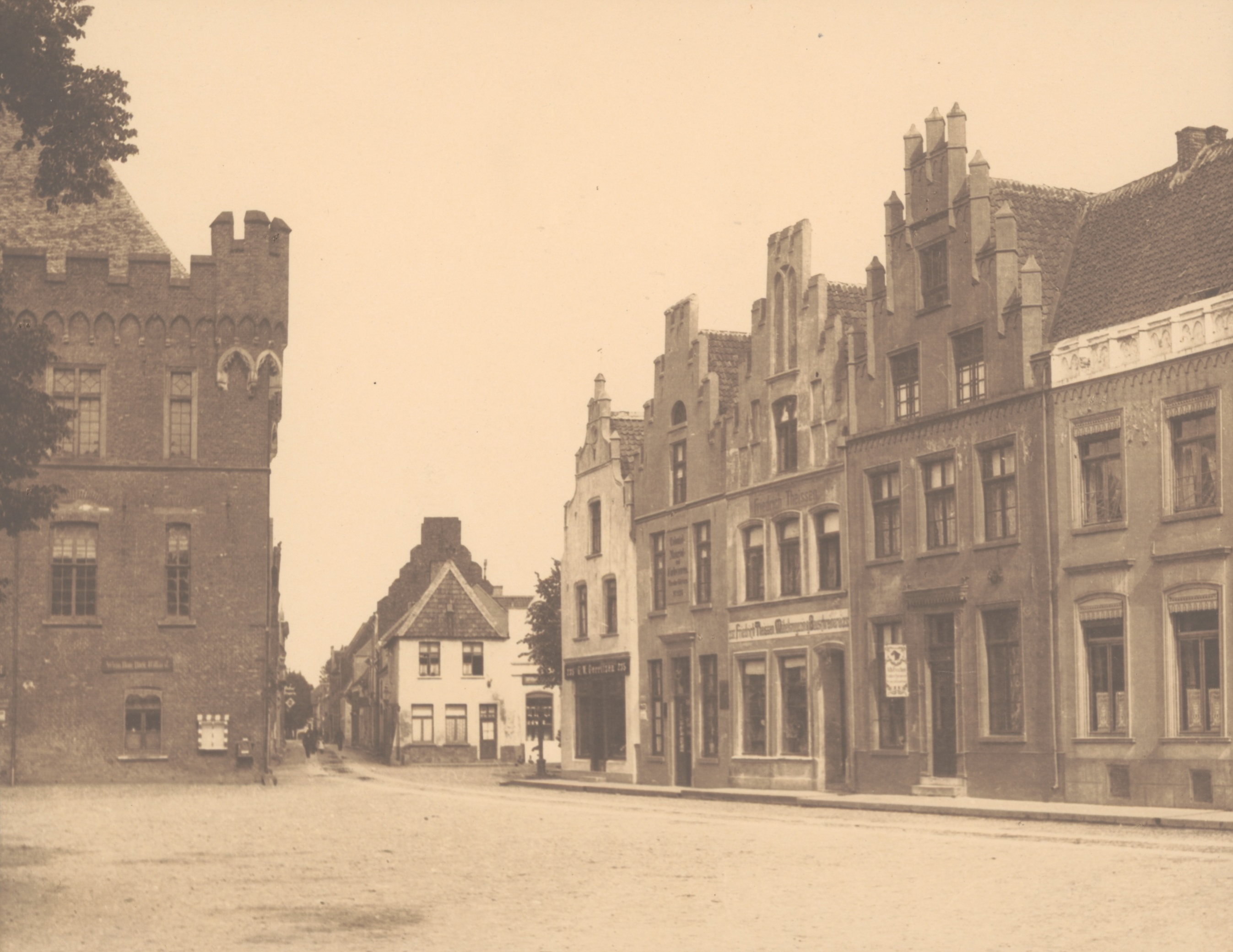
Kalkar, alte Häuser am Markt mit Rathaus (1909)

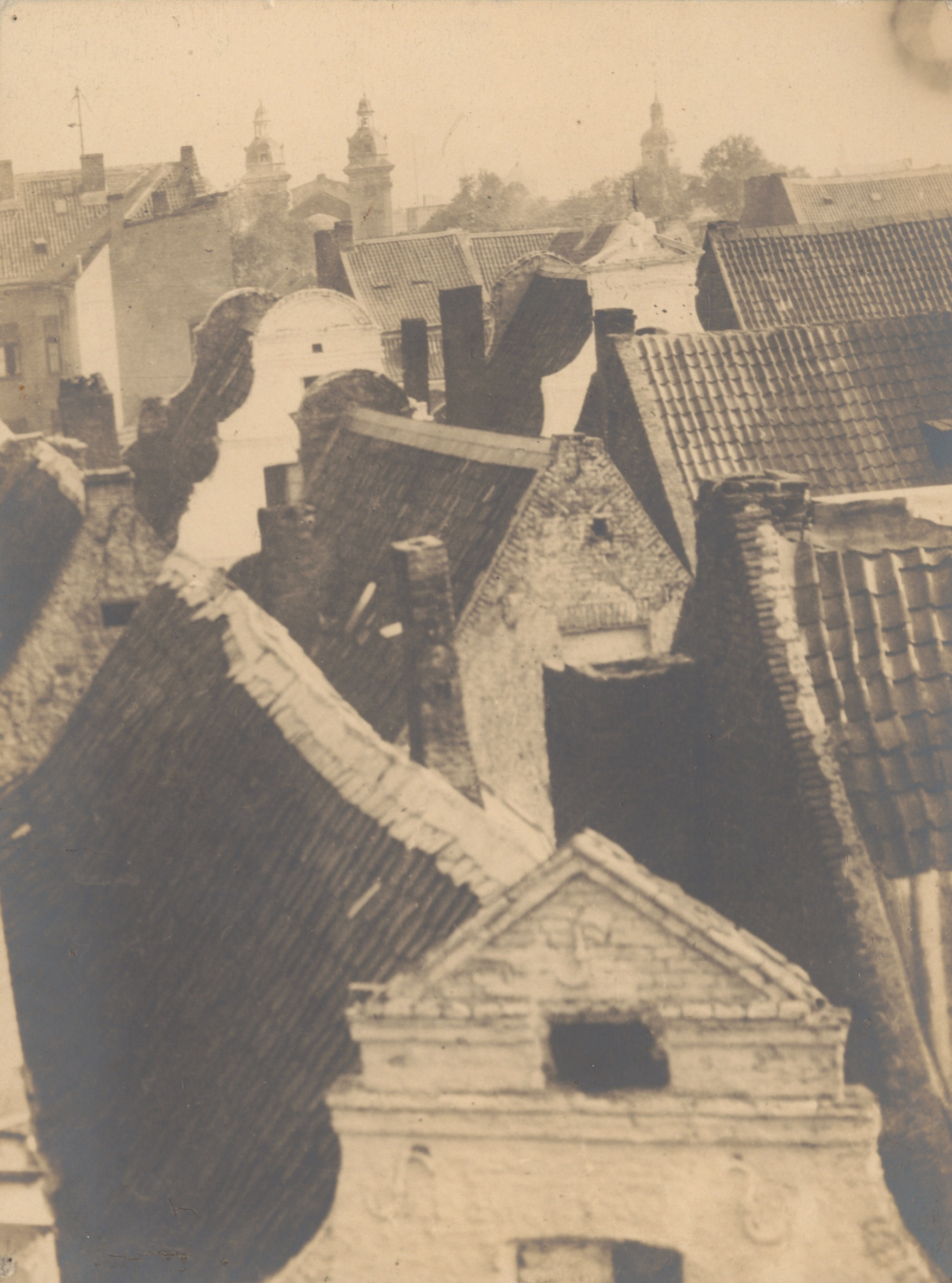
Blick von der Kunstakademie auf die Dachlandschaft der Düsseldorfer Altstadt (1909)

Nach der akademischen Laufbahn arbeitete Quedenfeldt von 1897 bis Anfang 1901 für vier Jahre als Betriebsleiter bei der Chemischen Fabrik Griesheim-Elektron in Griesheim. Ein Schwerpunkt seines Arbeitgebers bildete die Fotochemie. Unter anderem befasste sich die Firma mit Mischungsvarianten und Feinheitsgraden von Blitzlichtpulver. Quedenfeldt wurde ebenfalls auf diesem Gebiet eingesetzt. Privat beschäftigt  er sich auch privat mit der Weiterentwicklung der Blitzlichtfotografie. 1899 meldete er mehrere Patente an, die passgenau auf die damalige Lichtproblematik der Fotografie abgestimmt war. Im Mai 1899 wurde ihm eine Gebrauchsmuster-Eintragung für einen „Apparat zum Aufsaugen des Rauches bei Blitzlichtaufnahmen mit elektrischer Verschluss- und Zündvorrichtung“ gewährt. Fünf Monate später wurde seinem Patentantrag für eine Blitzlichtpatrone entsprochen. Neu daran war, dass er den unteren Teil einer handelsüblichen Glühbirne für eine strombasierte Zündung des Blitzpulvers nutzt und damit die Zuverlässigkeit der Lichtbildung entscheidend vermehrt. Die dritte Erfindung Quedenfeldts zielte auf eine weitere Optimierung der Blitzpulverzündung, indem er diese mit dem Verschluss des Objektivs synchronisierte – ein Novum in der Geschichte der Fotografie. Im März 1912 erhielt er den Patentbeschluss zum fotografischen „Verfahren zur Herstellung von symmetrischen Mustern aus Naturformen […]“.
Quedenfeldt entwickelte eine breite Palette von Blitzlichtapparaturen, die er 1901, nach Kündigung seiner Stelle und Umzug nach Duisburg, unter dem Namen „Baldur“ in einer eigenen kleinen Fabrik herstellte und erfolgreich vertrieb. Im In- und Ausland stießen die Erfindungen Quedenfeldts bei ausgewiesenen Fachleuten auf große und sehr positive Resonanz, sehr angetan zeigte sich etwa der bekannte Fotochemiker Johannes Gaedicke.
1903 siedelte Quedenfeldt mit seiner Familie nach Düsseldorf um. Ende 1903 gründete er dort eine private Fotoschule, die „Rheinische Lehr- und Versuchsanstalt für Photographie“. Sie bestand ununterbrochen bis 1922 und war auch in unternehmerischer Hinsicht erfolgreich. Schon im ersten Jahr wurde die Schule von 59 Schülerinnen und Schülern besucht, fünf Jahre nach der Gründung waren bereits 300 Schülerinnen und Schüler dort ausgebildet worden. Gezielt förderte Quedenfeldt die Begabtesten durch Ausstellungs- und Publikationsmöglichkeiten. Dabei wurde er von der Düsseldorfer Kunst- und Kulturszene, etwa dem Kunsthistoriker Heinrich Frauberger, der Galerie  Eduard Schulte und dem Galeristen Alfred Flechtheim ebenso unterstützt wie von den nahegelegenen Kunst- und Kunstgewerbemuseen in Aachen, Köln, Krefeld und Wuppertal. Zu seinen bekanntesten Schülerinnen und Schülern zählten Bertha Zillessen, Hanna Seewald, Elsbeth Gropp, Irma Gemes und Henri Berssenbrugge. Die Wiener Fotografin Silvia Auredenicek arbeitete um 1910 für kurze Zeit mit Quedenfeldt zusammen.
Angeregt von den Heimat- und Denkmalschützern Paul Clemen, Franz Goerke, Oskar Schwindrazheim fotografierte Quedenfeldt ab 1903 im Stil des Piktorialismus und mit der gleichen Passion wie Eugène Atget in Paris historische Architekturen, Stadtansichten und Landschaften des Niederrheins. Er wollte diese vor Abriss und Untergang bewahren. Diese Aufnahmen gehören zu seinen frühesten ausgestellten, ausgezeichneten und publizierten Arbeiten. Er fotografierte auch am Mittelrhein und an der Mosel. Zwischen Mai 1909 und Dezember 1911 veröffentlichte er rund 1.400 dieser Werke in sechs Serien, drei über den Niederrhein, zwei über den Mittelrhein und eine über die Mosel. 1915 folgte eine vierte Niederrhein-Serie, die weitere 806 Aufnahmen umfasst. Die Fotografien bot Quedenfeldt sowohl einzeln wie auch in größeren Konvoluten an. Dahinter steckte ein modernes, skalierbares Vermarktungskonzept. Ziel der Dokumentation war die Pflege und Erhaltung historischer Gebäude, Stadtbilder und Landschaften. Für die professionelle Gestaltung der Mappen und Begleitbroschüren gewann Quedenfeldt den bekannten Schriftkünstler Fritz Helmuth Ehmcke. Prominenteste Käufer und Sammler der Serien waren Constantin Nörrenberg, die Essener Friedrich Krupp AG und die Provinzialkommission für die Denkmalpflege der Rheinprovinz. Insbesondere die Niederrhein-Aufnahmen wurden zahlreich in zeitgenössischen Monografien sowie der ab September 1911 erscheinenden Zeitschrift „Der Niederrhein“ aufgenommen. Eine repräsentative Publikation der besten Werke erfolgte zuletzt 2018.
Der Erfolg seiner Rhein- und Moselserien brachte Quedenfeldt lukrative Auftragsarbeiten bekannter Institutionen und Personen ein: Die Stadt Düsseldorf erbat eine Dokumentation ihres neuen Regierungssitzes in der Cecilienallee, für Fritz August Breuhaus fotografierte Quedenfeldt die noble Gartenstadt Meererbusch, im Auftrag der Stadt Münster erstellte er die fotografische Ausstattung für eine umfangreiche Festschrift, für den Düsseldorfer Industriellen  Fritz Henkel dokumentierte er dessen Firmenanlagen in Reisholz.
Seit 1909 gehörte Erwin Quedenfeldt als einer von insgesamt nur vier Fotografen (Hugo Erfurth, Moriz Nähr, Nicola Perscheid) dem  Deutschen Werkbund an und arbeitete mit führenden Mitgliedern dieser designaffinen Vereinigung zusammen, mit Peter Behrens, Fritz Helmuth Ehmcke und Fritz August Breuhaus, mit Karl Ernst Osthaus, Richard Klapheck und Karl Robert Langewiesche. Letzterer erwarb zahlreiche Aufnahmen Quedenfeldts für seine Reihe der „Blauen Bücher“.
Von 1903 bis Anfang der 1920er Jahre fungierte Quedenfeldt ununterbrochen als Vorsitzender des „Vereins von Freunden der Photographie in Düsseldorf“. Der Verein wurde ab 1908 als fotografische Gruppe des Naturwissenschaftlichen Vereins in Düsseldorf geführt. Von 1904 bis 1908 leitete Quedenfeldt außerdem den von ihm initiierten „Verband Rheinisch-Westfälischer Amateurphotographen-Vereine“. Er war Mitglied im Naturwissenschaftlichen Verein, dem Düsseldorfer Geschichtsverein und der Ortsgruppe Düsseldorf des Deutschen Monistenbundes. Anders als oft geschrieben und behauptet, hatte er nie den Vorsitz der Ortsgruppe inne und engagiert sich vergleichsweise zurückhaltend. Sehr rasch profilierte er sich durch zahlreiche, auch öffentlich gehaltene Vorträge sowie durch die Organisation von Ausstellungen und Publikationen. Überaus erfolgreich waren Quedenfeldts Vernetzungsaktivitäten. Binnen kurzem war er eine bekannte Persönlichkeit der lokalen, regionalen, nationalen und internationalen Kunstszene. Näher bekannt war er im Rheinland mit Otto Scharf, Eduard Daelen, Richard Klapheck, Constantin Nörrenberg, Paul Clemen, Ernst Gosebruch, Carl Wolbrandt, Friedrich Deneken und Max Creutz, um nur wenige zu nennen.
Der Ausbruch des Ersten Weltkriegs griff massiv in Quedenfeldts Lebens- und Berufsplanung ein und bewirkte eine politische Linksorientierung. Zugleich sagte er sich von allen Varianten mimetischer Fotografie los: Die Wirklichkeit sei es nicht mehr wert, dupliziert zu werden. Vermehrt bewegte er sich in gesellschaftskritisch eingestellten Kreisen bildender Künstler, Schauspieler und Bühnenbildner. 1919 gehört er zum Gründungskern des Aktivistenbundes 1919, einer linken Künstlergemeinschaft, die mit der von Gustav Landauer inspirierten und im Zusammenhang mit den Düsseldorfer Anarcho-Syndikalisten entstehenden Siedlungsgemeinschaft Freie Erde im nahegelegenen Eller sympathisierte.
In seinem repräsentativen Haus in der Rosenstraße 28 verkehrten unter anderem Gert Wollheim, Otto Pankok, Jankel Adler, Gerd Arntz und Walter von Wecus. Neben den Genannten stellten dort auch Adolf de Haer, Heinrich Kamps, Hans Rilke und Egon Wilden ihre Werke aus. Gut bekannt war Quedenfeldt damals auch mit der Düsseldorfer Theaterszene, mit Gustav Lindemann, Louise Dumont sowie zahlreichen Schauspielerinnen und Bühnenbildnern.
Bereits seit 1906 befasste sich Quedenfeldt intensiv mit der Frage, ob die Fotografie ein der Malerei und Grafik gleichrangiges künstlerisches Ausdrucksmittel sei, und, falls nicht, was getan werde müsse, damit Fotografie Kunst werde. Inspiriert von der bildenden Kunst seiner Zeit, den Expressionisten, Futuristen und Kubisten beschäftigte er sich mit Linien, Flächen, Farben, Ornamenten und Mustern. Seine flächig-farbigen, postimpressionistischen Arbeiten wurden in Hamburg, London und Städten der Niederlande neugierig und bewundernd aufgenommen. Jahre vor Christian Schad, Man Ray und László Moholy-Nagy experimentiert er mit kameralosen Aufnahmen. Als erster Fotograf weltweit stellt er 1913 in Krefeld abstrakte Fotografien aus. Postimpressionistische Werke zeigte er ab 1911 in Düsseldorf, Hamburg, London und mehreren Städten der Niederlande. Sie lösten heftige Kontroversen aus. Positiv wurden seine neuartigen Fotografien vor allem von Kritikern in England und den Niederlanden besprochen. In Deutschland setzten sich Willi Warstat und Karl von Schintling für ihn ein.
Nach einer mehrmonatigen, für viel Aufmerksamkeit sorgenden Zusammenarbeit mit dem niederländischen Fotografen Henri Berssenbrugge in Den Haag verließ Quedenfeldt 1923 endgültig Düsseldorf und seine Familie. Er ließ sich in Wien nieder. Dort gründete er zusammen mit Irma Gemes die „Erwinographischen Werkstätten“, die aber nur etwa ein Jahr bestanden. Ab 1928 arbeitete er mit dem Wiener Fotografen Hermann Schieberth zusammen. Quedenfeldt widmete sich nun ganz dem Porträt und erstellte Bildnisse von Größen der Wiener Kunst-, Kultur- und Wissenschaftsszene: Raoul Auernheimer, Peter Behrens, Josef Hoffmann, Eduard Leisching, Bruno Taut, Richard Nikolaus Coudenhouvé-Kalergi. Für einige Jahre wurde er von dem Grazer Fotografen Hugo Haluschka gefördert. Den Strömungen der Neuen Sachlichkeit und des Neuen Sehens konnte er nichts abgewinnen. Beiden warf er einen Rückfall in überholte Positionen vor, es handele sich um wenig mehr als alter Wein in neuen Schläuchen. Eine viel beachtete publizistische Kontroverse führte er mit László Moholy-Nagy.
Zwischen Oktober 1930 und Frühjahr 1932 begab sich Quedenfeldt auf eine ausgedehnte Vortragsreise. Sie führte ihn unter anderem nach Prag, Zürich, Luzern,  Reichenberg und Paris. In Paris traf er nachweislich Pablo Picasso, dem er sein erwinographisches Druckverfahren persönlich vorführte. Picasso arbeitete mit dem Verfahren. Seine erste Arbeit, die erst 2022 wiederentdeckt wurde, widmete er Quedenfeldt.
Seine selbst entwickelten Verfahren und ästhetischen Ideen veröffentlichte Quedenfeldt zwischen 1906 und 1933 in zahlreichen Publikationen. Sein Hauptwerk trug den Titel „Formprobleme der Photographie und der Lichtbildkunst“. Es erschien im Rahmen einer 15-teiligen Artikelserie, die partiell auch ins Englische, Schwedische und Französische übersetzt wurde. Quedenfeldts Fazit darin lautet: Die technisch basierte mimetische Fotografie könne niemals Kunst sein, sondern nur die freie, schöpferisch arbeitende Fotografie, die er fortan Lichtbildkunst nennt. Er fühlte sich den Positionen Kandinskys nahe und kam fünfzig Jahre vor  Vilem Flusser zu dem Ergebnis, Freiheit in der Fotografie sei „gegen den Apparat zu spielen“.
Am 8. März 1948 starb Quedenfeldt im Alter von fast 79 Jahren in Bischofswiesen. Seine Fotografien sind heute begehrte Sammlerobjekte.

## Ausstellungen nach 1945 (Auswahl)

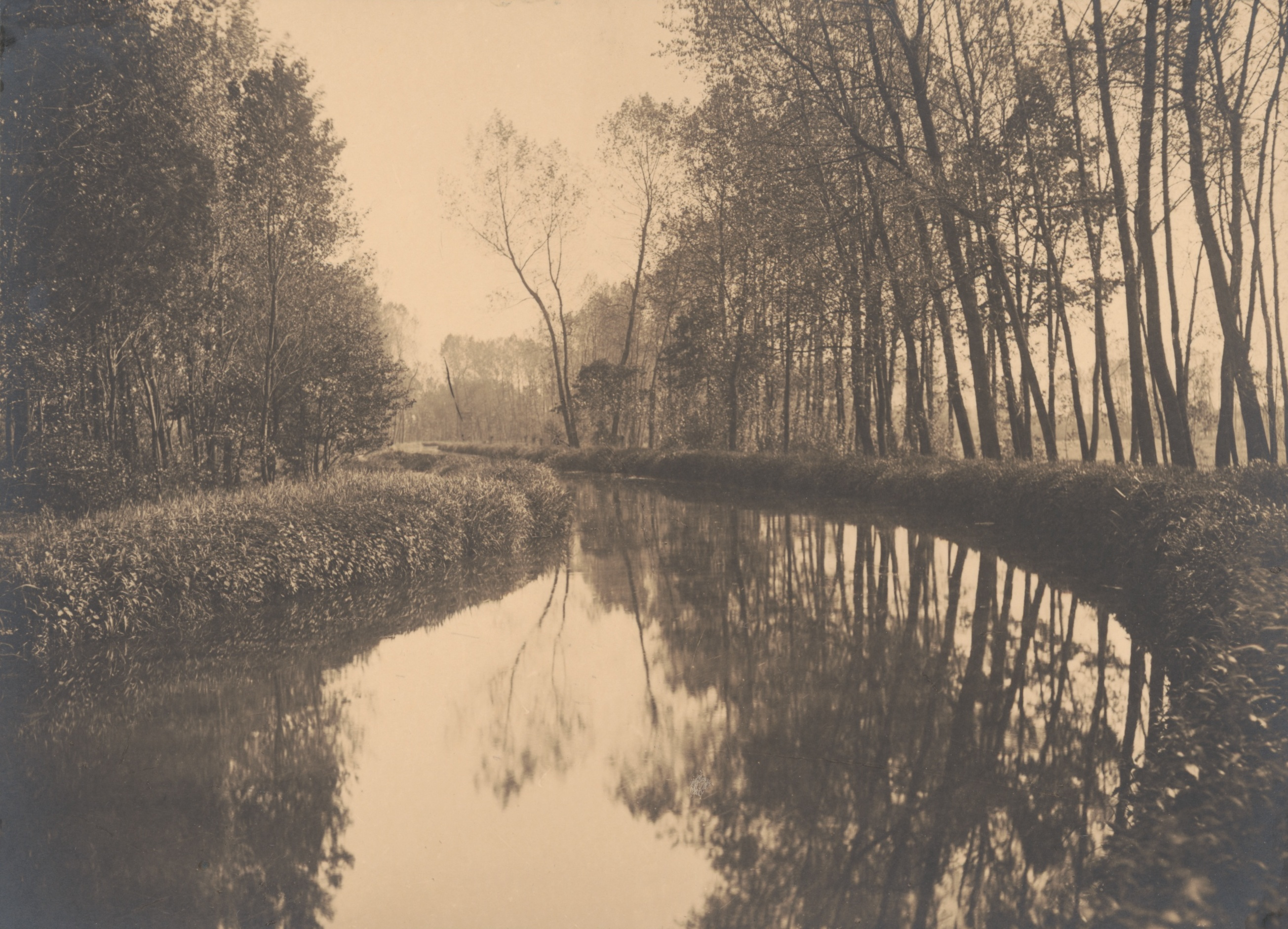
Neersen, Landschaft an der Niers (1909)

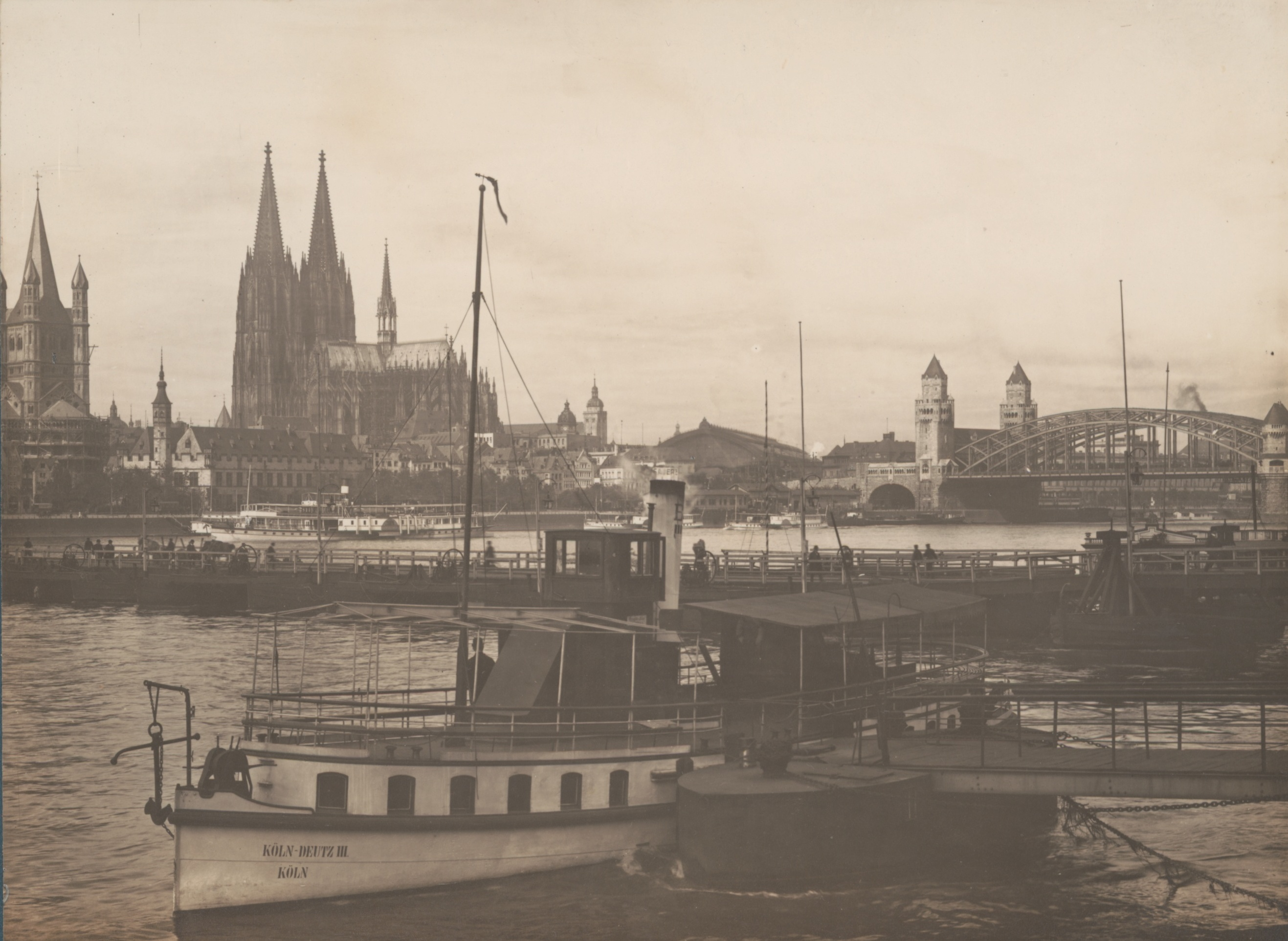
Kölner Stadtansicht (1915)

- Essen, Museum Folkwang: Erwin Quedenfeldt 1869–1948. Ausstellung 20. Juni bis 4. August 1985 (s. dazu: Erwin Quedenfeldt 1869–1948. Ausstellungskatalog, Fotografische Sammlung im Museum Folkwang Essen. Essen 1985).
- Kleve: Erwin Quedenfeldt, Fotografien vom Niederrhein. Ausstellung 18. Juni – 5. August 1989 (s. dazu: Erwin Quedenfeldt. Einzelbilder vom Niederrhein 1904–1911. Kleve: Boss 1989, ISBN 3-89413-180-2).
- Düsseldorf, Universitäts- und Landesbibliothek: Baukunst am Niederrhein. Fotografien von Erwin Quedenfeldt (Auswahl ihrer vollständigen Sammlung der Niederrhein-Fotos von Quedenfeldt, welche die ULB Düsseldorf vollständig digitalisiert hat), 18. Juni – 10. August 2001.

## Veröffentlichungen (Auswahl)
- Über symmetrisches Dibenzylhydrazin. Inaugural-Dissertation zur Erlangung der Doktorwürde der philosophischen Fakultät zu Kiel, 1896 (Digitalisat).
- Aus dem alten Düsseldorf. Vierzig malerische Ansichten nach Original-Gummidrucken. Schmitz & Olbertz, Düsseldorf 1907 (Digitalisat).
- Einzelbilder vom Niederrhein. Selbstverlag, Düsseldorf 1909 (Digitalisat).
- Die Praxis des Gummidruck-Verfahrens. Einfacher und Kombinations-Gummidruck mit Selbstpräparation. Verlag M. Eder, Leipzig 1909 (Digitalisat).
- Lichtzeichnungen. Selbstverlag, Düsseldorf 1919 (Digitalisat).

In zahlreichen Veröffentlichungen wurden Quedenfeldts Fotografien verwendet:
- Fritz August Breuhaus: Landhäuser und Innenräume. Verlag der Hofbuchhandlung Ernst Ohle, Düsseldorf 1911 (Die Illustrationen sind von Erwin Quedenfeldt erstellte fotografische Wiedergaben der nach Breuhaus’ Original-Entwürfen ausgeführten Landhäuser und Innenräume).
- Richard Klapheck: Die Baukunst am Niederrhein. 2 Bände, Bagel, Düsseldorf 1915–1916 (mit Fotografien von Erwin Quedenfeldt, Digitalisat Band 1, Digitalisat Band 2).
- Henkel & Co.: Henkel & Co., Düsseldorf. Fabrik chemischer Produkte. Beschreibung und Abbildungen der Fabrikanlagen und Wohlfahrtseinrichtungen, Festschrift, Düsseldorf 1913 (Digitalisat).
- Fritz Henkel: Vierzig Jahre zielbewußter Arbeit der Firma Henkel & Cie, Düsseldorf, Fabrik chemischer Produkte. Düsseldorf 1916 (Digitalisat).
- Werner Jansen: Heimatlande. Der schöne Niederrhein. Franz Ludwig Habbel, Regensburg 1920 (mit zahlreichen Fotografien auf Tafeln von Erwin Quedenfeldt, Digitalisat).